# 静岡市立安倍川中学校
静岡市立安倍川中学校（しずおかしりつ あべかわちゅうがっこう 英文表記:Abekawa Junior High School）は、静岡県静岡市葵区に所在する公立中学校。

## 沿革
- 1953年 - 開校。市立末広中学校の学区の一部を本校の学区とする。
- 1954年 - 現在地（当時の地番：静岡市弥勒町三丁目1番地）に校舎が完成し移転。
- 1958年 - 校歌制定
- 1990年 - 体育館完成
- 1997年 - プール完成

## 小学校区
下記2校は当校と小中一貫グループである。
- 静岡市立田町小学校（駿河区寿町は大里中学校への変更可）
- 静岡市立駒形小学校（田町二丁目は末広中学校への変更可）

## アクセス
- しずてつジャストライン中部国道線・丸子線・丸子小坂線・東新田下川原線・用宗線・牧ヶ谷線 ｢安倍川橋｣停留所から、徒歩5分

## 著名な出身者
- 潮丸元康（大相撲・元幕内力士、13代東関）
- 大橋功男（アマチュア野球選手）[1]
- 新浦壽夫（プロ野球選手、野球解説者）3年生のとき御前崎中へ転校[1]